# Kožitka Aubryova
Kožitka Aubryova (Cycloderma aubryi) je druh želvy z čeledi kožnatkovití. Tento druh je endemitem střední Afriky.

## Etymologie
Druhové jméno aubryi (Aubryova) má na počest Charlese Eugèna Aubry-Lecomteho (1821–1879), francouzského úředníka a amatérského přírodovědce.

## Výskyt
Vyskytuje se v Konžské demokratické republice, Gabonu, provincií Cabinda v Angole a pravděpodobně také ve Středoafrické republice.
Obývá lesy a sladkovodní mokřady. Žije i ve výškách až 500 metrů nad mořem.

## Potrava
Živí se kraby, raky a rybami, mláďata jedí i hmyz.

## Ohrožení
V roce 2017 želvu IUCN klasifikovala jako zranitelný taxon.